# Alois Vojta-Jurný

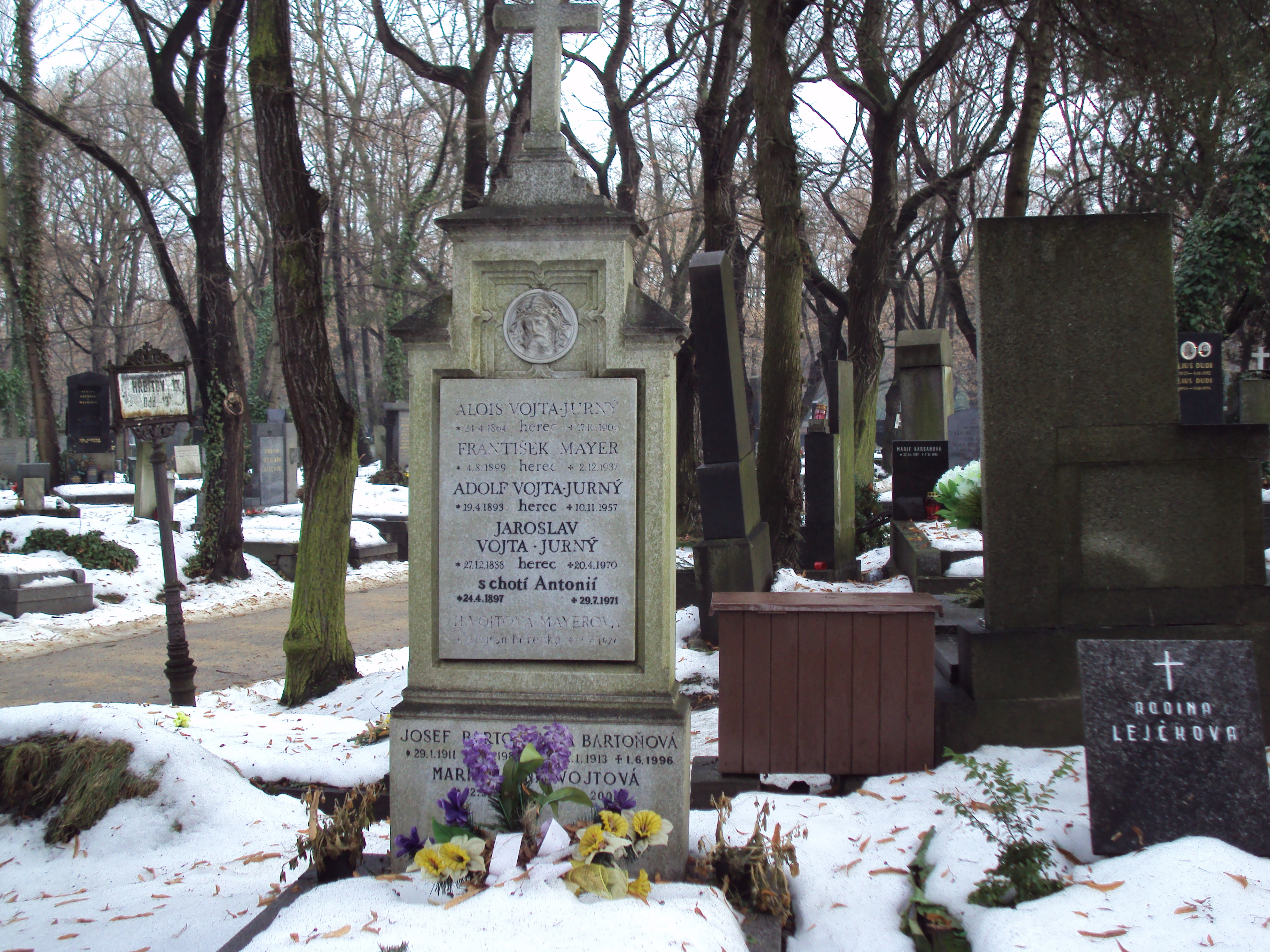
Hrob Aloise Vojty-Jurného na Olšanských hřbitovech

Alois Jurný známý jako Alois Vojta-Jurný (26. dubna 1863 Křtěnov – 17. října 1906 Smíchov), byl český herec a režisér.

## Život
Narodil se v malebné moravské obci Křtěnov svobodné matce Aloisii Vojtové. Po matčině sňatku s Martinem Jurným byl manželem matky legitimizován a proto používal příjmení Jurný. Rodina se přestěhovala do Brna, čtvrti Královo Pole, kde Martin pracoval jako tkadlec. Po absolvování základního vzdělání se Alois vyučil typografem. Během studia hrál divadlo s ochotníky v Králově Poli. Po vyučení nastoupil u divadelní společnosti Arnoštky Libické a poté u V. Choděry. V roce 1883 se s Choděrovou divadelní společností dostal do Králova Pole, jelikož však jeho otec nesouhlasil s jeho angažováním u divadla, začal používat místo svého příjmení Jurný dívčí příjmení své matky Vojta. Po skončení vojenské povinnosti v roce 1887 se stal členem společnosti V. K. Jelínka a v letech 1888–1891 působil u Zöllnerovy divadelní společnosti. V roce 1892 se stal člen divadelní společnosti F. Trnky a od něho odešel opět k V. Choděrovi. V roce 1894 hrál pohostinsky v Národním divadle v Praze, ale angažmá nezískal. Poté střídal brněnské divadelní společnosti F. Trnky a V. Choděry. V letech 1895–1896 působil jako člen společnosti Jana Pištěka na scéně Národního divadla v Brně a v letech 1899–1905 působil v Národním divadle v Brně se společnosti Františka Laciny. V roce 1905 získal angažmá ve Švandově divadle na Smíchově. Zde již byl jeho herecký projev poznamenán vážnou chorobou, pro kterou si v roce 1906 vzal dobrovolně život. Byl pohřben na Olšanských hřbitovech.
Alois Vojta-Jurný patřil k nejvýznamnějším českým venkovským hercům. K jeho významným rolím patřil například mlynář Vávra ve hře Maryša bratří Mrštíků, profesor Štefanides ve Stroupežnického hře Na Valdštejnské šachtě a v neposlední řadě i Petr Doorn v Halbeho hře Proud.
Za svůj život byl Alois Vojta-Jurný dvakrát ženatý. Jeho první ženou se stala v roce 1889 herečka divadelní společnosti F. Zöllnera Amálie Němečková. Z tohoto vztahu se narodily tři děti. Nejstarší byl Jaroslav, další byla Hermína a jako poslední se narodil syn Adolf. V roce 1895 Alois Vojta–Jurný ovdověl. V roce 1903 se podruhé oženil a za ženu si vzal herečku Johannu Františku Jelínkou zvanou též Hana.